# Бангон
Банго́н (фр. Bannegon) — коммуна во Франции, находится в регионе Центр. Департамент — Шер. Входит в состав кантона Шарантон-дю-Шер. Округ коммуны — Сент-Аман-Монтрон.
Код INSEE коммуны — 18021.

## География
Коммуна расположена приблизительно в 230 км к югу от Парижа, в 140 км юго-восточнее Орлеана, в 40 км к юго-востоку от Буржа.
По территории коммуны протекает река Орон, а на юге проходит заброшенный канал Берри.

## Население
Население коммуны на 2008 год составляло 270 человек.
| 1962 | 1968 | 1975 | 1982 | 1990 | 1999 | 2008 |
| ---- | ---- | ---- | ---- | ---- | ---- | ---- |
| 368  | 383  | 351  | 297  | 260  | 254  | 270  |

## Экономика
Основу экономики составляет сельское хозяйство.
В 2007 году среди 161 человека в трудоспособном возрасте (15-64 лет) 105 были экономически активными, 56 — неактивными (показатель активности — 65,2 %, в 1999 году было 63,9 %). Из 105 активных работали 92 человека (50 мужчин и 42 женщины), безработных было 13 (5 мужчин и 8 женщин). Среди 56 неактивных 10 человек были учениками или студентами, 27 — пенсионерами, 19 были неактивными по другим причинам.

## Достопримечательности
- Замок Бангон[фр.] (XIII век). Исторический памятник с 1965 года[3]

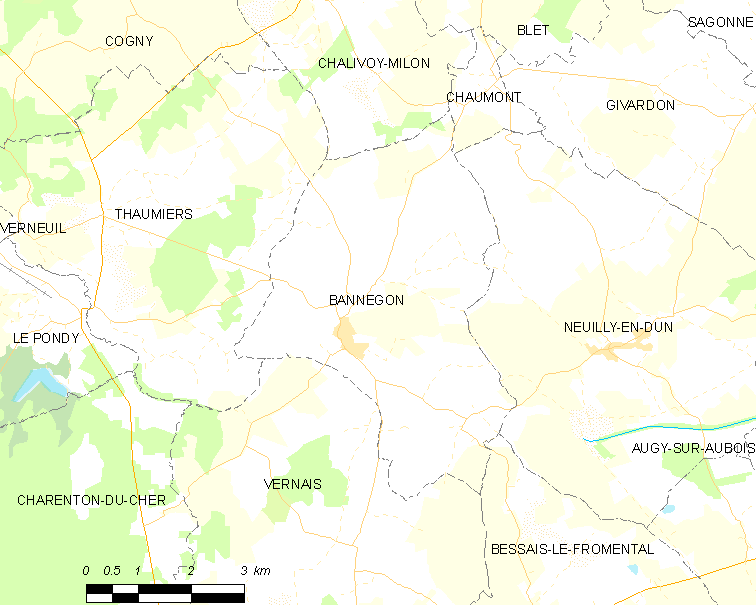
Карта коммуны

- Церковь Сен-Сюльпис (XIII век)